# (5900) Jensen
(5900) Jensen est un astéroïde de la ceinture principale d'astéroïdes.

## Description
(5900) Jensen est un astéroïde de la ceinture principale d'astéroïdes. Il fut découvert le 3 octobre 1986 à Brorfelde par Poul Jensen. Il présente une orbite caractérisée par un demi-grand axe de 3,15 UA, une excentricité de 0,22 et une inclinaison de 9,1° par rapport à l'écliptique.

## Compléments